# Meckesheimer Zent
Die Meckesheimer Zent war eine ab dem Mittelalter bestehende und dem kurpfälzischen Oberamt Heidelberg unterstellte Verwaltungseinheit und Gerichtsbezirk, die den Sitz ihres Zentgerichts in Meckesheim und nach 1346 in Neckargemünd hatte.

## Vorbemerkung
Die ursprünglichen Funktionen der Zenten und ihre Entstehung sind auf Grund der wenigen Quellen kaum zu erkennen. Diese Rechtsinstitution wird in den letzten Jahren als alte, vorterritoriale Größe definiert und ihre Veränderung im Prozess der Territorialisierung gesehen. Gesichert ist, dass die Zenten die Grundlage eines militärischen Aufgebots bildeten. Bereits unter König Heinrich IV. ist dies für 1078 belegt, auch für den unteren Neckar. Die Zenten besaßen zunächst nur die Niedergerichtsbarkeit und erst ab dem 13. Jahrhundert nach und nach die Hochgerichtsbarkeit.

## Geschichte

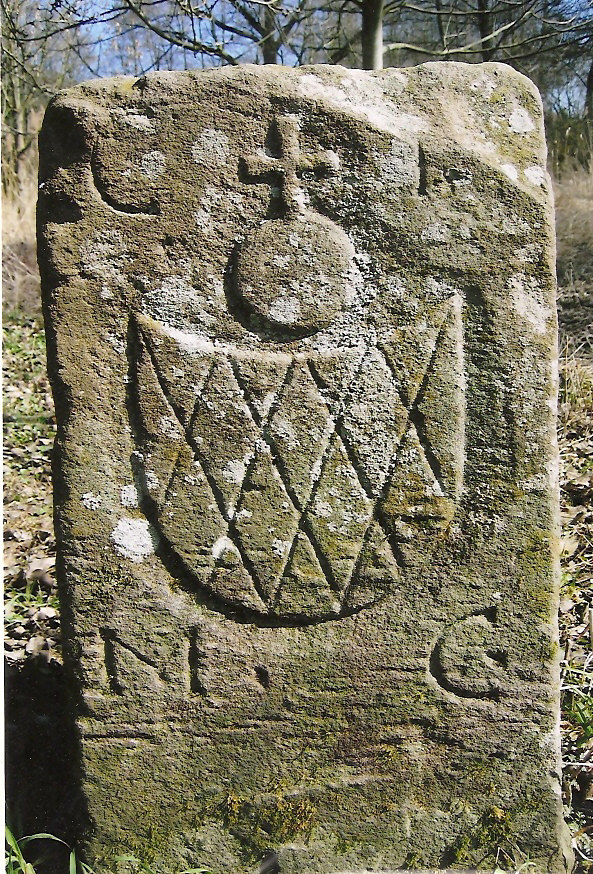
Eschelbronner Grenzstein des Meckesheimer Cent (M.C.) von 1780

Als Gerichtsplatz der Meckesheimer Zent ist der Ort ab 1295 bezeugt. Der Pfalzgraf Ruprecht I. verlegte das Zentgericht bereits 1346 nach Neckargemünd. Deshalb spricht man auch von Neckargemünder Zent, ebenso wird sie untere Zent genannt. Die Meckesheimer Zent lag zwischen der Kirchheimer und Stüber Zent, die auch als Reichartshausener Zent bezeichnet wird. Meckesheimer und die Stüber Zent waren seit dem 15. Jahrhundert Bestandteil der Kellerei Dilsberg, d. h. ein Unteramt innerhalb des Oberamtes Heidelberg.
Der erste urkundliche Nachweis der Meckesheimer Zent stammt aus dem Jahr 1325, als Konrad V. und Engelhard Konrad von Weinsberg in einer Erbteilung bezeugt sind. Die Zent war Pfand des Reiches für die Herren von Weinsberg. Auf Grund der Verwandtschaft zu Kaiser Ludwig IV. konnten die Pfalzgrafen das Pfand auslösen und die Weinsberger Besitzungen am unteren Neckar 1329/30 an sich bringen. Das Reich hatte sich das Rücklösungsrecht vorbehalten. Bei der pfälzischen Erbteilung 1353 blieb sie in den Händen des Pfalzgrafen in Heidelberg.

## Räumliche Eingrenzung
Die Meckesheimer Zent erstreckte sich zwischen dem Neckar bei der Stadt Neckargemünd sowie auf beiden Seiten der Elsenz. Im Süden war sie ohne natürliche Grenze und im Osten trennte sie der Finsterbach von der Stüber Zent. Die Westgrenze bildete zum Teil der Angelbach, der durch das Dorf Baiertal fließt und den Ort deshalb zwischen Meckesheimer Zent und Kirchheimer Zent aufteilt.
Seit dem 15. Jahrhundert sind die Zentdörfer der Meckesheimer Zent überliefert: Bammental, Daisbach, Eschelbronn, Gaiberg, Gauangelloch, Langenzell, Lobenfeld, Mauer, Meckesheim, Mönchzell, Mückenloch, Reilsheim, Schatthausen, Spechbach, Waldhilsbach, Waldwimmersbach, Wiesenbach, Zuzenhausen und der östliche Teil von Baiertal. Dazu kamen die Höfe Hohenhardt, Maisbach (Nußloch), Ochsenbach und Ursenbach.
Manche Orte waren vorübergehend oder ganz vom Zentverband befreit, z. B. Mückenloch oder der Immunitätsbereich des Klosters Lobenfeld. Der Dilsberg und die Stadt Neckargemünd blieben ebenfalls außerhalb des Zentverbandes.
Die Meckesheimer Zent hielt spätestens 1430 ihr Gericht im Rathaus von Neckargemünd und nicht mehr auf den Wiesen bei der ehemaligen Burg Reichenstein.

## Funktionen und Kompetenzen
Das Meckesheimer Weistum von 1430 ist das älteste überlieferte Weistum der Zent. Als Zentherr wird der Pfalzgraf genannt, der die Hochgerichtsbarkeit besitzt und dem die Untertanen die Kriegspflicht schulden. Der Zentherr war oberster Vogt und Herr über die Zent, die als lantgericht bezeichnet wird. Ständiger Vertreter des Pfalzgrafen war sein Vogt in Heidelberg. Dieser hielt mit seinem Landschreiber das Zentgericht ab. Den Ortsherren innerhalb der Zent stand nur das Gericht über den gemeinen Dorffrevel zu.
Die Zentautonomie drückte sich im Weistum von 1430 aus in der Aufsicht über Maß und Gewicht und ferner über das Gebot, vor dem Zentgericht erscheinen zu müssen. Die Strafen verhängte der Zentgraf oder das Zentgericht. Die Zentschöffen waren von leibherrlichen Abgaben befreit und jeder Untertan konnte eine Klage beim Zentgericht einreichen. Im Weistum von 1538 werden sehr umfangreich die Fälle aufgeführt, bei denen das Zentgericht zuständig ist: Bei Mord, Räuberei, Gotteslästerung, Notzucht, falschem Maß und Gewicht und vielem mehr. In diesem Weistum wird auch die nächste Instanz, das pfälzische Hofgericht in Heidelberg, zwingend vorgeschrieben. Den niederadeligen Dorfherren wurden weitere Beschränkungen in ihren Rechten, wie zum Beispiel Nachstrafen erheben zu können, untersagt.
Der Streit zwischen den adeligen Ortsherren und dem Pfalzgrafen über die Besteuerungsansprüche und die Rechtsprechung, der jahrelang beim Reichskammergericht geführt wurde, brachte 1560 einen sogenannten Zentvertrag als Abschluss und gütliche Einigung der Parteien. In diesem wurde die Zentralgewalt des Territorialherrn, des Pfalzgrafen in Heidelberg, gestärkt und den örtlichen Grundherren – diese waren meistens Reichsritter – die Einschränkung der Zentgerichtsbarkeit zugestanden. So verlor sich zunehmend diese autonom-genossenschaftliche dezentrale Verwaltung in Form der Zenten und der zentralistisch ausgerichtete hoheitlich-staatliche Bereich konnte sich mehr und mehr entwickeln.
Im Laufe der Zeit sank die Meckesheimer Zent völlig zu einer territorialen Gliederungseinheit der Kurpfalz herab und blieb so bis zu ihrer Auflösung 1803 erhalten.